# Ignatius van Loyola
Ignatius van Loyola (Baskisch: Ignazio Loiolakoa; Spaans: Ignacio de Loyola) (kasteel Loyola bij Azpeitia, 24 december 1491 – Rome, 31 juli 1556) was een Spaans geestelijke. Hij staat bekend als oprichter (in 1539) en eerste generale overste van de Jezuïetenorde (de Sociëteit van Jezus).

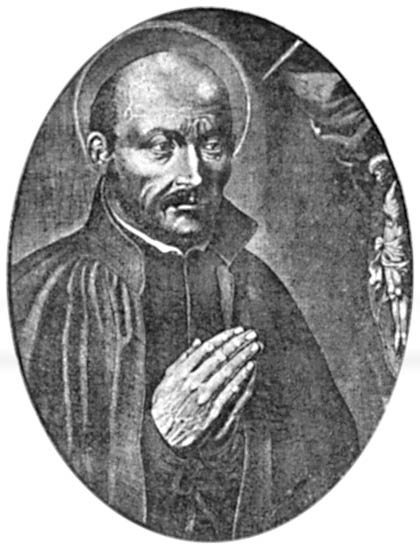
Ignatius van Loyola

## Levensloop
Ieder verslag over zijn leven is onvermijdelijk gebaseerd op zijn zogenaamde autobiografie, later in zijn leven door Loyola gedicteerd aan zijn goede vriend Luis Gonçalves da Câmara. Het werk was vooral bedoeld om bewondering op te wekken bij de toekomstige leden van de 'Sociëteit van Jezus'. Cretineau Joly schreef over zijn leven. Joly behoorde niet tot de Sociëteit, maar schreef zijn boek wel onder het beschermheerschap van de jezuïeten en had toegang tot de gegevens van de moederkerk Gesù in Rome. 

### Jeugd
Inigo (Ignatius) López van Loyola was de zoon van een Spaanse, Baskische edelman en werd in 1491 geboren als de jongste van elf kinderen op het kasteel van Loyola in Noord-Spanje, vlak bij Azpeitia in de provincie Guipúzcoa. Op zijn dertiende kwam hij in dienst bij Juan Velásquez de Cuéllar in Arévalo. Hij zou tijdens zijn jonge jaren een losbandig leven hebben geleid: braspartijen en onbetamelijke contacten met vrouwen. Loyola ging in 1517 onder de wapenen bij Antonio Manrique de Lara, de onderkoning van Navarra.

### Ongeluk en spiritualiteit
Zijn levensverhaal kende een grote ommekeer in mei 1521 tijdens de Franse belegering van Pamplona waar hij de Spaanse troepen aanvoerde. Terwijl hij op de muren stond vloog een kanonskogel tussen zijn benen door en verwondde zijn beide benen. Zijn rechterbeen werd verbrijzeld en zijn linker raakte zwaargewond. Tijdens zijn ziekbed thuis ontdekte hij verschillende bewegingen in zijn diepere affectiviteit, al naargelang de aard van de verschillende soorten literatuur die hij las. Hij was verstoken van zijn favoriete ridderliteratuur en moest genoegen nemen met Het leven van Christus van Ludolf van Saksen en de Gulden Legende van de dominicaan Jacopo de Voragine. Dit was het begin van wat hij later, in zijn Geestelijke oefeningen, de onderscheiding der geesten noemde. Hij ontdekte een soort spirituele ridderlijkheid, die hij zelf wilde navolgen.
Hij herstelde, maar bleef zijn hele leven kreupel en een verkort been houden. Hij bezocht in maart 1522 het Benedictijner klooster van Santa Maria de Montserrat. Daar beschouwde hij zorgvuldig zijn vroegere zonden, bekende, gaf zijn mooie kleren aan de armen die hij ontmoette, droeg ‘kleding van jute’ en hing vervolgens zijn zwaard en dolk aan het altaar van de Maagd tijdens een nachtelijke wake bij het heiligdom.
Van Montserrat liep hij door naar het nabijgelegen stadje Manresa (Catalonië), waar hij ongeveer een jaar leefde, zichzelf kastijdde, zijn haar en vingernagels uitzonderlijk lang liet groeien, bedelde voor zijn levensonderhoud, visioenen kreeg en uiteindelijk klusjes deed in een plaatselijk ziekenhuis in ruil voor eten en onderdak. Gedurende verschillende maanden bracht hij veel van zijn tijd door met bidden in een grot in de buurt, waar hij rigoureuze ascese uitoefende, zeven uur per dag bad en de fundamenten van zijn spirituele oefeningen formuleerde. Deze kenmerkende 'ignatiaanse spiritualiteit' werd een van de indrukwekkendste en duurzaamste bijdragen aan de rooms-katholieke traditie. Loyola's spirituele visie, 'geworteld in edelmoedigheid en broederschap' zouden in de eeuwen die volgden een leidraad zijn voor katholieken in gebed en meditatie. Het boek De imitatione Christi (de navolging van Christus) van Thomas a Kempis droeg hij altijd bij zich.

### Studie
Rond 1523 bezocht Loyola de heilige plaatsen in Jeruzalem, maar hij keerde terug naar Europa om er een universitaire studie te volgen, toen het er te gevaarlijk bleek. In Barcelona volgde Loyola twee jaar Latijnse lessen, samen met kinderen. In 1526 studeerde hij in Alcalá aan de universiteit die pas door kardinaal Ximenes was opgericht en in 1527 in Salamanca. Zijn preken en theologie trokken er voor het eerst onwelkome aandacht. Loyola kreeg er vier of vijf 'discipelen', maar de autoriteiten namen hem tweemaal in hechtenis. Loyola en zijn leerlingen moesten in het vervolg de gewone kleding dragen en ermee stoppen de mensen de mysteries van de religie te verklaren. Ze deden sommigen denken aan de vogelvrij verklaarde Alumbrado-beweging. Loyola slaagde bij de dominicanen van Salamanca, trok op een ezel naar Barcelona en reisde vandaar alleen naar Frankrijk. Zijn leerlingen hadden hem verlaten.

### Parijs
Hij kwam in Parijs aan op 2 februari 1528 en bleef daar zes jaar. Hij leefde er onder uiterst behoeftige omstandigheden. Een keer moest hij voor de inquisitie verschijnen, maar hij wist straf te ontlopen. 
Op de ochtend van 18 oktober 1534 bleek de hele stad volgeplakt met plakkaten: de aanval was geopend op 'de grote, afschuwelijke en onduldbare beledigingen van de paapse meute'. Kopieën van het protestmanifest hingen ook in Blois, Tournon en Rouen en volgens het verhaal ook aan de slaapkamerdeur van koning Frans I in zijn kasteel in Amboise. Tijdens de 'Zaak van de Plakkaten' ging het vooral om de hocus pocus (hoc est corpus meum, dit is mijn lichaam) waarmee tijdens de mis het hostiebrood in het lichaam van Christus zou zijn veranderd en deze 'transsubstantiatie' werd door de protestanten aan de kaak gesteld. Dit leidde tot een wekenlange 'orgie van wraakzuchtig geweld' met vervolging, moord en executies. Frans I werd van verlicht humanist aanstichter van ketterverbrandingen. Gedurende de hele Reformatie waren er twisten over de verlossing, de predestinatie, Bijbelinterpretatie en wie daartoe gerechtigd was en de verandering van wijn in het bloed en brood in het lichaam van Christus.
Op zaterdag 15 augustus 1534, twee maanden voor de Zaak van de Plakkaten, waren er als gevolg van de Reformatie beelden van de Maagd vernield en ketters gevangen en gedood. Een verlichte leider aan de universiteit van Parijs, Nicholas Cop, had een college gegeven 'op een alarmerende hervormingsgezinde toon'. Enkele weken daarvoor waren in de universiteitswijk zes brandstapels geweest werken van verboden schrijvers, onder wie Maarten Luther, die in 1517 de revolte was begonnen. De ochtend van Maria-Tenhemelopneming, 16 augustus 1534, kwamen zeven vrienden, waaronder Loyola en Franciscus Xaverius Parijs binnen. Ze beklommen de Montmartre en verzamelden zich in een kapel, die was gewijd aan Saint Denis, de patroonheilige van de stad. De vrienden varieerden in leeftijd van 19 tot 43 jaar. Ze legden plechtige beloften van armoede af en om naar het Heilige Land te gaan om de 'ongelovigen' het evangelie te prediken. Petrus Faber, ooit een herdersjongen uit Savoye, die als enige al tot priester was gewijd, droeg er een eenvoudige mis op. Simon Rodriguez, die er bij was, herinnerde zich de gebeurtenis veertig jaar later als een 'niet te vatten wonderbaarlijke gebeurtenis'. Er was een nieuwe religieuze orde gesticht. Zijn leerlingen maakten in Parijs hun theologische studies af.
Loloya begon in 1534 met zes anderen vanuit Parijs een spirituele pelgrimsreis om uiteindelijk Palestina te bereiken. De reis zou leiden tot een religieuze orde om het ontzag voor de rooms-katholieke eucharistie en de waardigheid ervan te handhaven. In 1581 zou paus Gregorius XIII, die de jezuïeten zeer hoogachtte, tegen een lid van de Sociëteit zeggen dat: 'er vandaag de dag geen krachtiger wapen tegen ketters door God beschikbaar is gesteld dan uw heilige orde. Zij is ontstaan op precies hetzelfde moment dat de nieuwe dwaling zich begon te verspreiden.'

### Venetië en Rome
Loyola trok in december 1535 na een kort verblijf in zijn ouderlijk huis om aan te sterken, naar Venetië. Hij leerde in Venetië Pierre Caraffa kennen, de latere paus Paulus IV, die de religieuze orde van de Theatijnen had gesticht. Loyola werd Caraffa's intieme vriend. Loyola stelde hem een plan voor om de orde te hervormen. Toen Caraffa het plan afwees, maar hem aanbood lid te worden, was Loyola vastbesloten om zelf een nieuwe religieuze gemeenschap op te richten. Zijn metgezellen, inmiddels tien, kwamen dertien maanden na hem aan en Loyola werd er in 1537 tot priester gewijd. In het voorjaar van 1537 gaf paus Paulus III toestemming en stelde hij fondsen beschikbaar voor de geplande pelgrimage naar Jeruzalem. In november 1537 scheepten Petrus Faber, Diego Laínez en Loyola zich in naar Rome. In de kapel van La Storta zou God aan hen zijn verschenen in een visioen. Rome werd het centrum van hun prediking en onderricht. Ook kardinaal Gasparo Contarini werd medestander en raakte vertrouwd met Loyola's 'geestelijke oefeningen'. Halverwege 1539 bleek dat de reis naar Jeruzalem zou door zou kunnen gaan. Er werd een krachtige lobby op gang gebracht.

### Sociëteit van Jezus

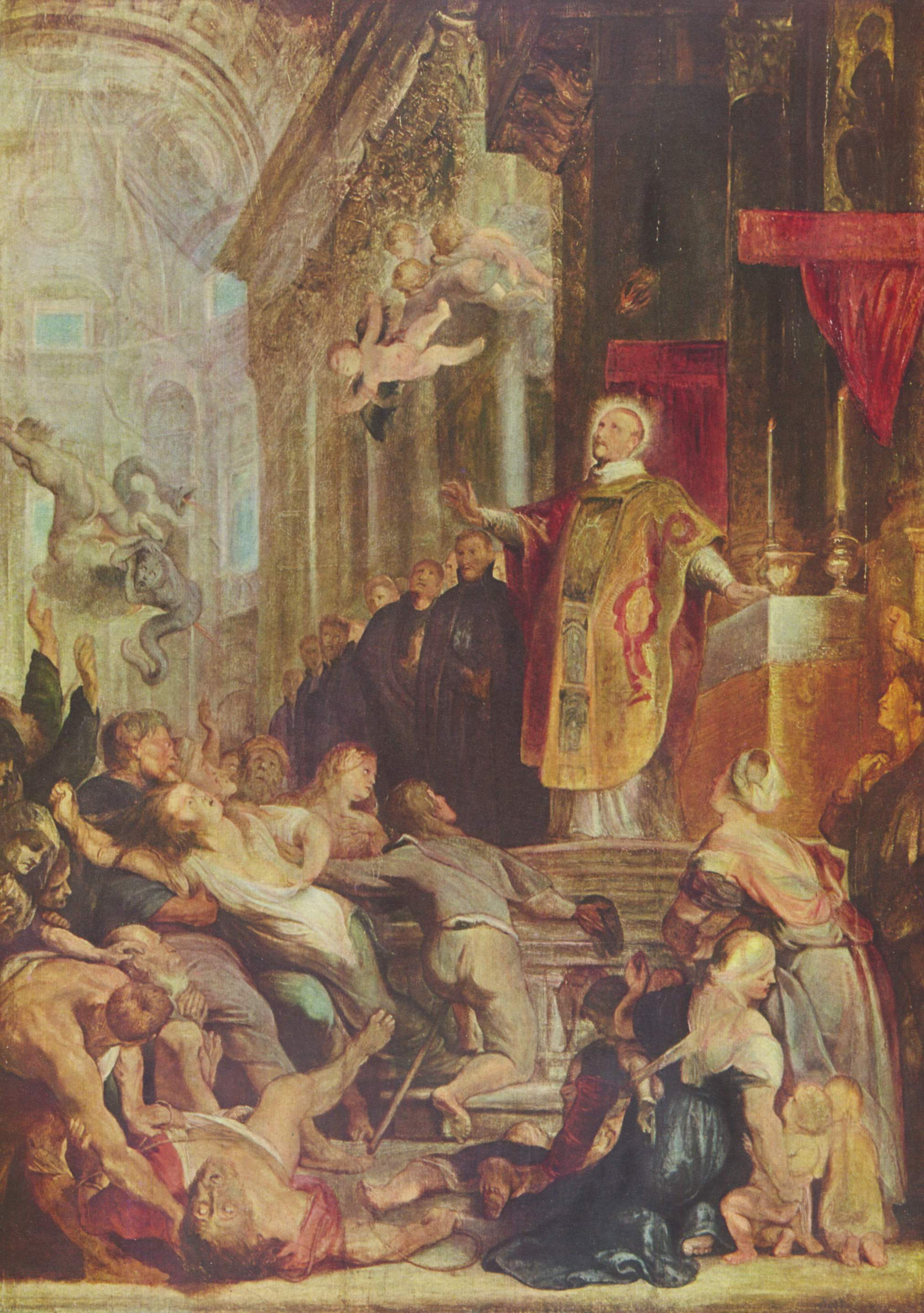
Het wonder van de heilige Ignatius van Loyola (ca. 1617), Loyola drijft demonen uit, ontwerpschets van Peter Paul Rubens, die intensieve contacten onderhield met de jezuïeten; Kunsthistorisches Museum te Wenen

De Sociëteit van Jezus kreeg pas in september 1540 officiële erkenning in de pauselijke bul Regimini militantis ecclesiae van Alessandro Farnese, paus Paulus III, maar er was in 1534 al een grote stap gezet in de richting van deze belangrijke beslissing. In de bul werden naast Loyola negen metgezellen genoemd: Peter Faber, Diego Laínez, Claude Le Jay, Paschase Broët, Franciscus Xaverius, Alfonso Salmerón, Simon Rodriguez, Jean Codure en Nicolas Bobadilla. In 1541 werd Loyola tot eerste generale overste van de jezuïeten benoemd. 
In de Constitutie was duidelijk gemaakt, dat ieder lid verplicht was tot strikte gehoorzaamheid aan de generale overste. De constitutie was eerst door Loyola in het Spaans opgesteld. In 1552 kreeg het zijn 'ultieme vorm' en werd door de jezuïet Polancus, Loyola's secretaris, in het Latijn vertaald. Het werd zo geheim gehouden, dat zelfs de meeste jezuïeten er slechts fragmenten van kenden. De constituties kwamen pas in 1761 aan het licht, toen ze op last van het Franse parlement werden uitgegeven, in het beroemde proces van vader Lavalette. De Formula Instituti uit 1540 was een manifest dat de basis vormde voor de stichtingsakte van de Sociëteit. Daarin is sprake van 'de voortplanting van het geloof' als een van de belangrijkste plichten van de jezuïet. Dat werd in 1550 de 'verdediging en de voortplanting van het geloof'. 
Hun doel was 'spirituele vernieuwing, het zuiveren van de ziel, het corrigeren van dogmatische onkunde, het uitbannen van zonde en bijgeloof.' 
Er waren in die tijd veel bezwaren van zowel katholieke als protestantse zijde aan het Roomse hof gericht. Dat blijkt wel uit de Honderd Klachten (Centum gravamina teutonicae nationis), die tijdens de Vergadering van Nuremberg in 1522 aan paus Adrianus VI werd aangeboden. De paus gaf toe dat er veel mis was. Er heerste grote verwarring in de rooms katholieke wereld: religieuze orden bestreden elkaar, bisschoppen beschuldigden de paus van tirannie, de paus noemde de bisschoppen ongehoorzaam en de meeste mensen waren onbekend met de leer. 
Verschil van mening en vrije uitoefening van de individuele wil werden in Loyola's nieuwe orde niet op prijs gesteld. Nieuwe leden werden pas na een proeftijd toegelaten, waarbij ze nauwkeurig werden onderzocht. De generale overste moest worden gezien als Christus de Heer zelf en de leden dienden hun eigen wil en oordeel aan hem ondergeschikt te maken (Const.,pars iii,cap.i.paragraaf 23) als waren ze een dood lichaam (perinde ac si cadaver esset), dat in elke richting bewogen en geleid kon worden (Const., pars vi.cap.i.paragraaf 1). De banden met familie en vrienden moesten worden verbroken. Bezittingen moesten binnen een jaar worden afgestoten, nog beter was het ze aan de Sociëteit te vermaken. De leden moesten arm zijn, maar de Sociëteit mocht wel schenkingen aannemen, en 13 jaar na de stichting waren er al 100 rijke colleges gesticht. 
De spiritualiteit die de jezuïeten steunden zou niet bedoeld zijn als 'een soort agressieve reactie tegen de protestantse ketterij', maar stevig geworteld zijn in de middeleeuwse traditie van de Moderne Devotie. Het vernietigen van 'de aartsketters van Genève [(Johannes Calvijn)] en Wittenberg was nooit onderdeel van Loyola's plan geweest.' Toch 'wilden alle jezuïeten het protestantisme zo snel en doelmatig mogelijk vernietigen.' 'De nieuwe sociëteit organiseerde op efficiënte wijze haar geledingen en hiërarchieën, zorgde voor begunstigers, ronselde rekruten en leidde hen op. Door een snelgroeiend ledental, met totaal verschillende maatschappelijke achtergronden, begon men zich te verspreiden over de preekstoelen en klaslokalen van Europa en de missiegebieden van Azië en Noord- en Zuid-Amerika.'

### Overlijden
Hij overleed in 1556 op vijfenzestigjarige leeftijd. Uit de lijkschouwing bleek dat zijn lichaam totaal door ziekten was verteerd. Volgens Renaldo Colombo zaten er een ontelbaar aantal galstenen in de nieren, longen, lever en leverslagader. Loyola was jarenlang ziekelijk geweest. Na zijn heiligverklaring in 1622 werd hij begraven in de jezuïetenkerk il Gesù en werd voor hem de kerk Sant'Ignazio opgericht, eveneens in Rome.
In Loyola, in Spaans Baskenland, zijn geboorteplek, werd een klooster en een kerk gebouwd, gewijd aan Ignatius, waarnaar bedevaarten worden ondernomen.

## Heiligverklaring en nalatenschap

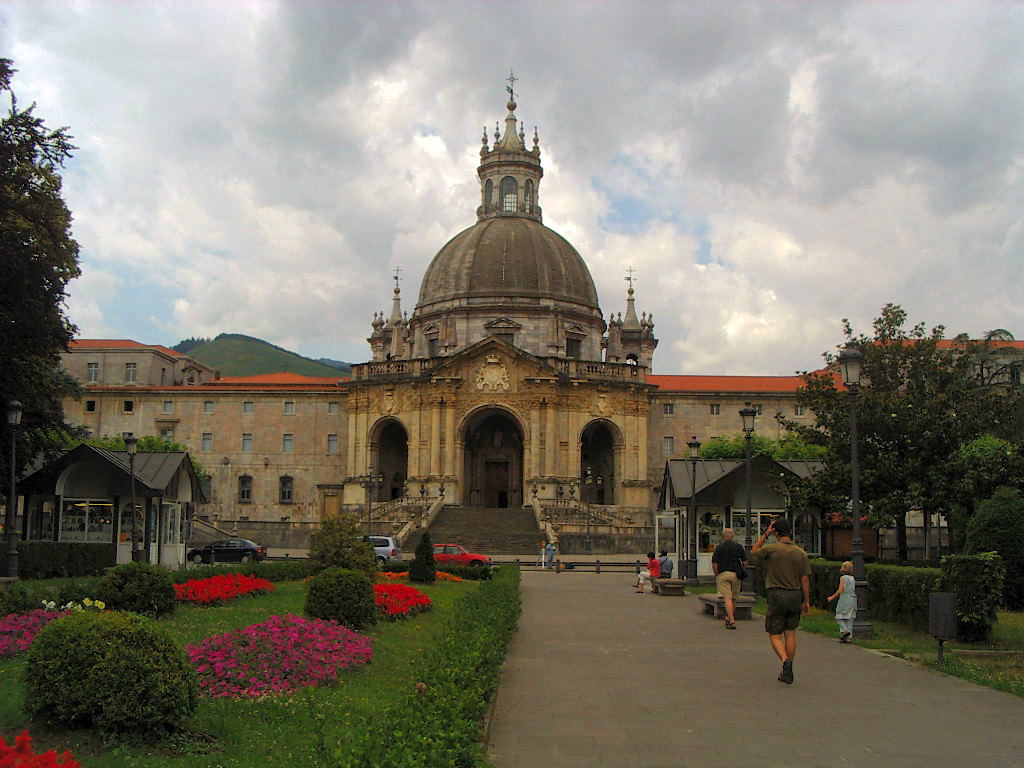
De Sint-Ignatiusbasiliek in Azpeitia.

Ignatius werd op 27 juli 1609 door Paus Paulus V zalig verklaard. Zijn heiligverklaring vond plaats op 13 maart 1622 door Paus Gregorius XV. Zijn sterfdag, 31 juli, is tevens zijn feestdag. Ignatius wordt vereerd als de patroonheilige van katholieke soldaten, het Militaire Ordinariaat van de Filipijnen, het Baskenland en verschillende dorpen en steden in zijn geboortestreek.
Van de verschillende instellingen die aan Ignatius gewijd zijn is een van de meest bekende de Sint-Ignatiusbasiliek, gebouwd naast zijn geboortehuis in Azpeitia. Het huis zelf is als museum opgenomen in de basiliek.
De nalatenschap van Ignatius omvat talrijke onderwijsinstellingen over de hele wereld. Alleen in de Verenigde Staten zijn er al 28 jezuïetenuniversiteiten en meer dan 50 jezuïetencolleges. Daarnaast zijn er ook tal van bezinningscentra, sociale centra, uitgeverijen, onderzoeksinstellingen allerhande, parochies, enzovoort. Onder meer het Sint-Ignatiuscollege (IG), later Ignatiusgymnasium in Amsterdam is vernoemd naar deze heilige. In het Sint-Barbaracollege te Gent heet de collegekapel “Ignatiuskapel”. In Amsterdam is het Platform voor ignatiaanse spiritualiteit van de jezuïeten in de Lage Landen gevestigd in het Ignatiushuis.
Naar aanleiding van de 500e verjaardag van zijn bekering, werd 2021-2022 door paus Franciscus uitgeroepen tot Ignatiusjaar.

## Publicaties
- I. de Loyola, The Spiritual Exercises of St. Ignatius. Anthony Mottola, Garden City, Doubleday, ISBN 978-0-385-02436-5
- I. de Loyola, Joseph O'Conner. ed. The Autobiography of St. Ignatius, New York, Benziger Brothers, OCLC 1360267
- I. deLoyola, John Olin. ed. The Autobiography of St. Ignatius Loyola, with Related Documents, New York, Fordham University Press, ISBN 082321480X
- The Spiritual Exercises of St Ignatius, TAN Books, 2010. ISBN 978-0-895-55153-5
- Ignatius van Loyola , Geestelijke Oefeningen, vertaling, inleiding en verklarende noten door Mark Rotsaert sj, Altiora, Averbode, 2010, 240 p, ISBN 9789031730728
- Ignatius van Loyola, Geestelijk dagboek, vertaald door Mark Rotsaert sj, Averbode, 2013, 140 p, ISBN 9789031736843

## Biografieën en literatuur
- Roland BARTHES. Sade, Fourier, Loyola, Parijs, Éditions du Seuil, 1971. (Ned. vert. 1984)
- Daniello BARTOLI, History of the Life and Institute of St. Ignatius de Loyola, Founder of the Society of Jesus, New York, Edward Dunigan and Brother, 1855.
- Mary BLICKMAN, BEN FRIE & Mark ROTSAERT, Ignatius van Loyola, Het verhaal van de pelgrim, herzien en bewerkt Averbode, 2010, ISBN 978-90-317-2976-0.
- Paul DE BLOT sj, Ignatius van Loyola als crisismanager, Ten Have, 2009, ISBN 9789025959920.
- Jan BOTS, red., Op het kompas van het geweten. Gewetensbeslissingen gespiegeld aan Ignatius' gewetenservaring Oegstgeest: Colomba, 1991 ISBN 90 73810 02 7
- Philip CARAMAN, Ignatius of Loyola, A Biography of the Founder of the Jesuits, San Francisco, Harper & Row, 1990. ISBN 0062501305* Candido DE DALMASES, Ignatius of Loyola, Founder of the Jesuits: His Life and Work, Series II, Modern scholarly studies about the Jesuits in English translations, Institute of Jesuit Sources, 1985.
- C. Candido DE DALMASES, (vertaling Felix VAN VOORST TOT VOORST), Magister Ignatius. Het leven van Ignatius van Loyola, stichter van de Jezuïetenorde, 1990, Tielt, Lannoo, ISBN 90 209 1753 6
- Paul VAN DYKE, Ignatius Loyola, the founder of the Jesuits, Kennikat Press, 1926, heruitgave: Kessinger Publishing, LLC, 2010, ISBN 978-1162987798.
- Harvey D. EGAN, Iggnatius Loyola the Mystic, Wipf and Stock Publishers, 22 sep. 2020
- Helmut FELD, Ignatius von Loyola. Gründer des Jesuitenordens, Köln, Böhlau, 2006, ISBN 3-412-33005-1
- F. A. FORBES, St. Ignatius of Loyola, TAN Books 2008, ISBN 978-0-895-55624-0
- M. FOSS, The Founding of the Jesuits, 1540, Turning Points in History Series, London, Hamilton, 1969, ISBN 0241015138
- Ricardo GARCIA VILLOSLADA, San Ignacio de Loyola, Nueva biografía, La Editorial Católica, 1986. ISBN 8422012677.
- Christoph GENELLI, s. j., Life of St. Ignatius of Loyola, TAN Books 1997, ISBN 978-0-895-55345-4
- Alain GUILLERMOU, St Ignace de Loyola et la Compagnie de Jésus, coll. Maîtres spirituels, 23, Paris, Le Seuil, 1960 - Réed. Points Sagesses 224, Le Seuil, 2007, ISBN 978 2757804124.
- Alain GUILLERMOU, La vie de saint Ignace de Loyola, Paris, Le Seuil, 1961.
- Jean LACOUTURE, Les Jésuites, Tome I, Paris, Le Seuil, 1991, ISBN 2-02-012213-8
- John O'MALLEY, The First Jesuits, Cambridge, Harvard University Press, 1993, ISBN 0674303121.
- William MEISNER, Ignatius of Loyola, The Psychology of a Saint, New Haven, Yale University Press, 1992, ISBN 0300060793.
- G.B. NICOLINI, (1889), History of the Jesuits, George Bell and Sons, Londen, Forgotten Books, 2015, Londen, ISBN 978 1 331 74405 4
- Piet PENNING DE VRIES, Ignatius en het onderscheiden der geesten, Tielt, Amsterdam: Lannoo, 1979 (2e druk)
- André RAVIER, Ignace de Loyola fonde la compagnie de Jésus, Paris, Bellarmin, Paris, 1974.
- Mark ROTSAERT, Geestelijke onderscheiding bij Ignatius van Loyola, Altiora, Averbode, 2012, 179 p, ISBN 978 90 317 3484 9
- Mark ROTSAERT, Ignatius in zijn brieven, Altiora, Averbode, 2015, 172 blz., 25,00 euro, ISBN 978 90 3173 957 8
- Nikolaas Sintobin sj, Leven met Ignatius. Op het kompas van de vreugde, Meinema, Averbode, 2016, ISBN 978 90 211 43811 (derde druk).
- Nikolaas Sintobin sj, Vertrouw op je gevoel. Keuzes leren maken met Ignatius van Loyola, Kokboekencentrum, 2021
- Nikolaas Sintobin sj, Ignatius van Loyola. Levenswijsheden, Kokboekencentrum, 2022
- Nikolaas Sintobin sj, Bidden met de Bijbel. In de leer bij Ignatius van Loyola, Kokboekencentrum, 2024
- Nikolaas Sintobin sj, Op het kompas van de vreugde. Ignatius van Loyola als levensgids, Kokboekencentrum, 2024
- François SUREAU, Inigo, Portrait, Paris, Gallimard, 2010, ISBN 2-07-013075-4.
- Jonathan WRIGHT (2004), de Jezuïeten, Nederlandse vertaling, Uitgeverij Bert Bakker, Amsterdam, ISBN 9035126394